# Joseph Le Mélorel de La Haichois
Joseph-Honnorat-André Le Mélorel de La Haichois (17 février 1807, Rennes - 22 janvier 1869, Lorient), est un homme politique français.

## Biographie
Joseph Le Mélorel de La Haichois est le fils de Joseph Marie Le Melorel, maire de Mordelles et sous-préfet, et le petit-fils d'André Vauquelin de La Rivière.
Il étudie le droit, entra au barreau, et devient juge-suppléant. Maire de Lorient de 1850 à 1869, et membre du conseil général du Morbihan, il est, le 29 février 1852, élu, comme candidat du gouvernement, député de la 2e circonscription du Morbihan au Corps législatif, face à M. de Kéridec, à M. Beauvais et à M. de Perrieu.
Il prend part à l'établissement de l'Empire, ainsi qu'à tous les votes de la majorité dynastique. Réélu successivement le 22 juin 1857 et le 1er juin 1863, il vote jusqu'à sa mort, survenue en 1869, conformément aux vœux du pouvoir, 
Marié à Alice de Jolivet des Isles, leur fille épouse Arthur Dauchez de Beaubert, petit-fils de Jean-Baptiste Dauchez.

## Sources
- « Joseph Le Mélorel de La Haichois », dans Adolphe Robert et Gaston Cougny, Dictionnaire des parlementaires français, Edgar Bourloton, 1889-1891 [détail de l’édition]